# 马西亚格-阿蒂埃什
马西亚格-阿蒂埃什（法語：Massillargues-Attuech，法語發音：[masijaʁɡ atɥɛʃ]）是法国加尔省的一个市镇，属于阿莱斯区。市镇得名于其内的马西亚格（Massillargues）与阿蒂埃什（Attuech）两个村庄。

## 地理
马西亚格-阿蒂埃什（44°0'54"N, 4°1'27"E）面积6.27 平方千米，位于法国奧克西塔尼大區加尔省，该省份为法国南部沿海省份，南端濒地中海，北起顺时针与阿尔代什省、沃克吕兹省、罗讷河口省、埃罗省、阿韦龙省和洛泽尔省接壤。
与马西亚格-阿蒂埃什接壤的市镇（或旧市镇、城区）包括：布瓦塞和戈雅克、卡诺勒和阿让蒂耶尔、莱藏、圣纳泽尔代加尔迪耶、托尔纳克。

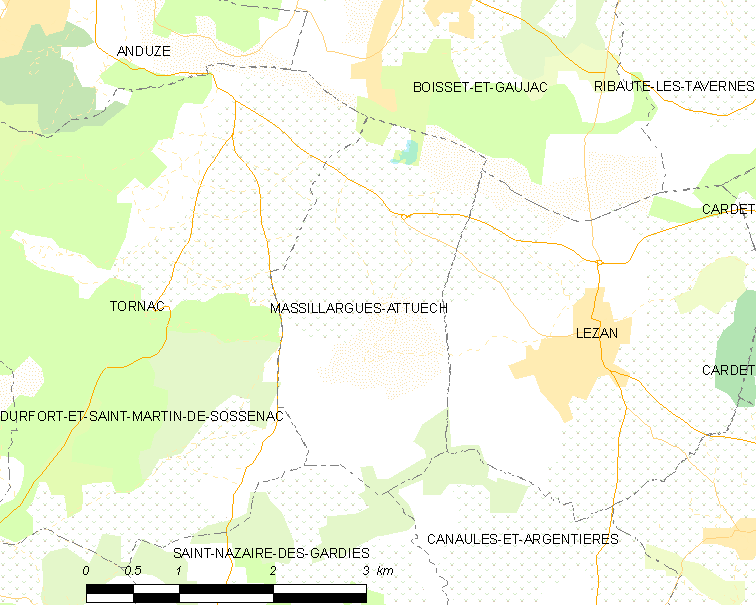
马西亚格-阿蒂埃什的OSM定位图

马西亚格-阿蒂埃什的时区为UTC+01:00、UTC+02:00（夏令时）。

## 行政
马西亚格-阿蒂埃什的邮政编码为30140，INSEE市镇编码为30162。

## 政治
马西亚格-阿蒂埃什所属的省级选区为基萨克县。

## 人口

1962-2008年间马西亚格-阿蒂埃什人口变化图示

马西亚格-阿蒂埃什于2022年1月1日时的人口数量为669人。